# 奇阿羅科山
15°57′0″S 68°24′56″W / 15.95000°S 68.41556°W

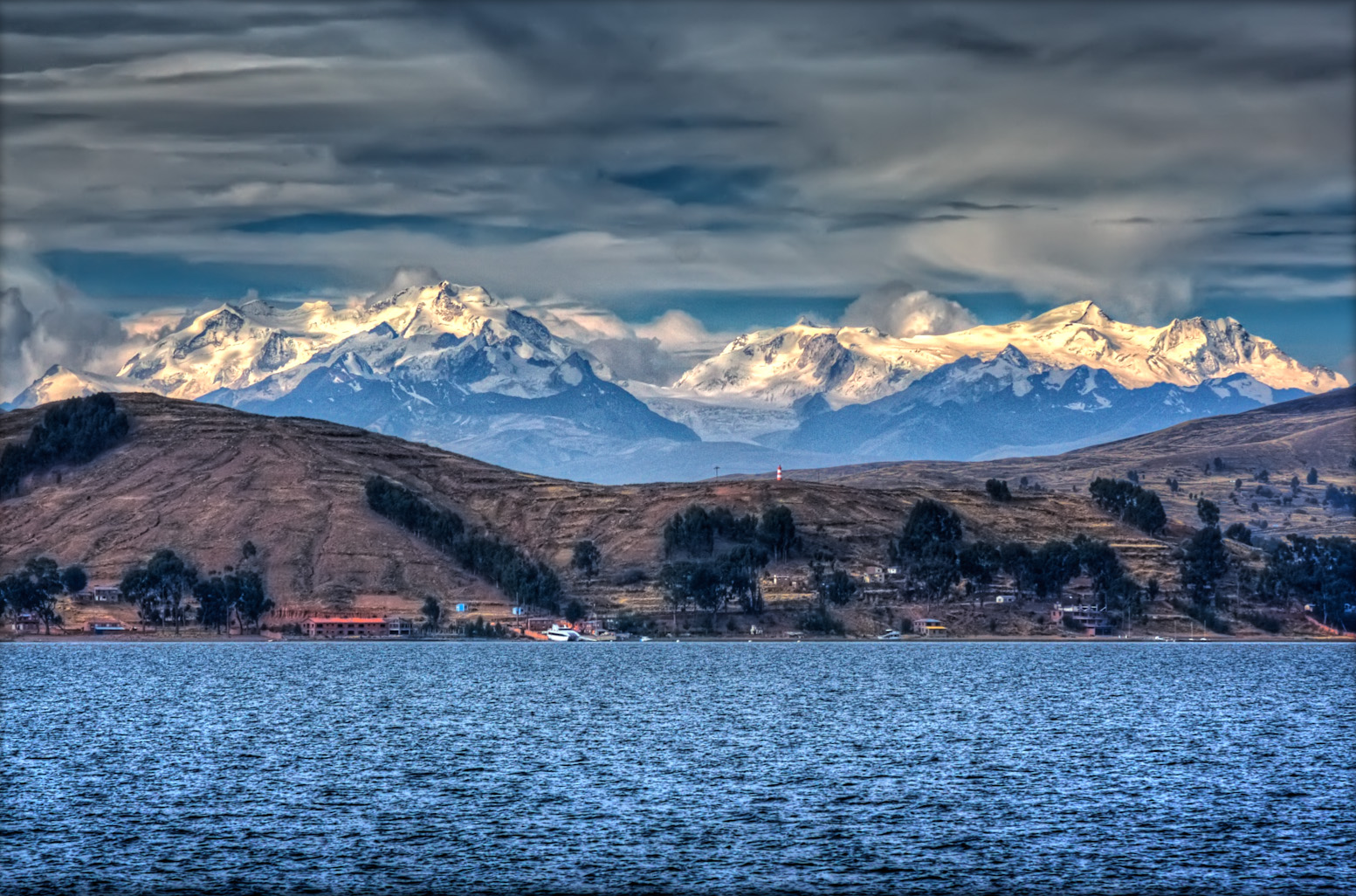

奇阿羅科山（西班牙語：Chearoco），是玻利維亞的山峰，處於卡爾薩塔山和查查科馬尼山之間，屬於安第斯山脈中玻利維亞瑞阿爾山脈的一部分，海拔高度6,127米。